# Manuel Frutos Pane
Manuel Frutos Pane (Asunción, 20 de enero de 1906-Asunción, 11 de octubre de 1990) fue un periodista, poeta, dramaturgo y diplomático paraguayo. Destacó por su contribución a la creación y consolidación de la zarzuela paraguaya junto al compositor Juan Carlos Moreno González. Desarrolló una carrera en la prensa, la gestión cultural y desempeñó funciones diplomáticas representando a Paraguay en el extranjero.

## Biografía
Nació en la ciudad de Asunción el 20 de enero de 1906. Pertenecía a una familia de reconocida trayectoria pública: fue hijo del doctor Juan Manuel Frutos, presidente de la Corte Suprema de Justicia del Paraguay y presidente provisorio de la República, y de Ana Matilde Pane, hermana del parlamentario, poeta y docente Ignacio A. Pane.
Cursó sus estudios secundarios en el Colegio San José de Asunción, donde obtuvo el título de bachiller. Aunque interrumpió su formación universitaria, desarrolló una amplia cultura autodidacta, especialmente en los campos de las letras, la política y las artes escénicas.
Ejerció el periodismo desde temprana edad, destacándose por sus capacidades analíticas y expresivas. Fue jefe de redacción del diario La Unión y dirigió otros medios como El Colorado y El Pynandi. Integró además el consejo editorial de la revista Patria. Estas funciones periodísticas las desempeñó en paralelo con cargos políticos y culturales de relevancia.
Ocupó diversos puestos en la administración pública y diplomática. Fue secretario general de la Presidencia de la República del Paraguay, director general de Correos Paraguayos, miembro del Consejo del Teatro Municipal de Asunción, y presidente de la Comisión Paraguaya de Teatro, dependiente de la Unesco. En el ámbito exterior, fue funcionario de la embajada paraguaya en Buenos Aires y embajador del Paraguay ante la República de Venezuela.
En el terreno artístico, su contribución más significativa fue la creación y difusión de la zarzuela paraguaya, una adaptación del género lírico-dramático hispano que incorporó elementos de la historia, las leyendas, la fauna y la flora nacionales, así como aspectos del folklore y la vida cotidiana del Paraguay rural. Este enfoque permitió la producción de numerosas obras representativas de la identidad cultural campesina.
Contrajo matrimonio con Ana Vaesken, con quien tuvo dos hijos: el doctor Alexis Frutos Vaesken, posteriormente ministro de la Corte Suprema de Justicia de Paraguay, y Ana María Frutos Vaesken.
Falleció en Asunción el 11 de octubre de 1990. En homenaje a su legado artístico, el Espacio de las Artes Escénicas del Centro Cultural de la República El Cabildo realizó un concierto dedicado a los creadores de la zarzuela paraguaya, entre ellos Manuel Frutos Pane y Juan Carlos Moreno González.

## La zarzuela paraguaya
La zarzuela paraguaya es un subgénero musical escénico que adapta el modelo de la zarzuela española, integrando elementos del folklore paraguayo, como sus costumbres, música popular y expresiones lingüísticas. Se estructura generalmente como una comedia con secciones habladas y partes cantadas, centradas en temáticas nacionales.
Los antecedentes de la zarzuela en Paraguay se remontan a 1913, año en que se estrenó Tierra Guaraní, con libreto de Fermín Domínguez y música del maestro Nicolino Pellegrini. Esta obra es considerada el punto inicial del proceso de nacionalización del género.
No obstante, la consolidación formal de la zarzuela paraguaya como expresión artística autónoma tuvo lugar recién en 1956, a partir de la colaboración entre el compositor Juan Carlos Moreno González y el dramaturgo Manuel Frutos Pane. Ambos desarrollaron una serie de obras que incorporaron elementos autóctonos tanto en la narrativa como en la composición musical.
Entre las primeras creaciones figuran «Las alegres kygua vera» y «Korochiré». Posteriormente, se destacaron títulos como «La tejedora de ñandutí», que logró 37 funciones en su primera temporada, y «María Pakuri», consideradas hasta la actualidad como algunas de las producciones de mayor convocatoria en la historia del teatro paraguayo.
A estas se sumaron obras como «Pañuelitos de ñandutí», «Vals de la tejedora», «Vals de la chiperita», «Ñasaindy javente», «Mujer paraguaya» y «Tus lindos ojos», entre otras composiciones escénicas que consolidaron el repertorio del género.
Durante la década de 1970, la zarzuela paraguaya comenzó a experimentar un declive en su popularidad. Este proceso se atribuye, en parte, a una disminución en la calidad artística de las composiciones musicales y libretos, así como a limitaciones en la producción escénica.

## Obra literaria y teatral
Escribió textos para obras escénicas y canciones, muchas de ellas musicalizadas por destacados compositores nacionales. Entre sus letras más reconocidas se encuentran «La carreta», «Che burrito Lambaré», «Chiricoé», «Tus lindos ojos», «Mujer paraguaya» y «Chiperita», todas ellas integradas al repertorio popular paraguayo.
Su aporte más destacado se relaciona con la creación de libretos y argumentos para zarzuelas, en colaboración con el compositor Juan Carlos Moreno González, con quien consolidó el género de la zarzuela paraguaya. Esta producción conjunta dio origen a un nuevo lenguaje escénico musical, basado en temáticas locales y recursos expresivos propios del folklore nacional.
El primer gran éxito de esta colaboración fue la zarzuela «La tejedora de ñandutí», estrenada en 1956 y remontada en al menos tres temporadas posteriores. Le siguió «María Pakuri», también con amplia repercusión y consolidada como una de las obras más representativas del género.
Posteriormente, Frutos Pane y Moreno González crearon otras piezas como «Corochiré», «Las alegres Kyguaverá» y «Paloma Pará». Trabajó en colaboración con otros compositores como Eladio Martínez, con quien escribió la comedia musical «Raída poty», y participó en la creación de «Sombrero piri», otra zarzuela de contenido popular.
Frutos Pane es también autor del poema sinfónico «Minas Cué», una obra coral, narrativa y musicalizada por el maestro Florentín Giménez, concebida como un homenaje histórico y simbólico.
En el ámbito teatral, escribió además diversas piezas dramáticas y comedias, tales como «Amor imposible» (puesta en escena en 1955), «Pacholí», «La lámpara encendida», «Una imagen en el espejo», «El tesoro de los pobres» y «Pa’i Ernesto». Esta última fue galardonada con el primer premio en el concurso Año del Sacerdocio (1958), y se basa en la vida del sacerdote salesiano Ernesto Pérez, cuya labor pastoral y compromiso social son retratados en la obra.

## Estilo e influencias
Manuel Frutos Pane creció en un entorno profundamente influenciado por la vida intelectual y política de su padre, el doctor Juan Manuel Frutos, quien fue presidente de la Corte Suprema de Justicia y presidente provisorio de la República del Paraguay. Juan Manuel Frutos se destacó por su vasta formación cultural, así como por su activa participación política desde temprana edad, factores que marcaron de manera significativa el desarrollo intelectual de su hijo.
Se puede considerar que Frutos Pane heredó de su padre tanto la vocación literaria como el compromiso con la palabra escrita, especialmente en el ámbito del periodismo y la literatura con contenido político. Juan Manuel Frutos dirigió diversos medios de prensa de su tiempo y fue autor de obras con fuerte carga ideológica, entre las que se destaca «¡Luchad!». Además, colaboró con periódicos como «General Caballero», «El Colegiado» y «El Sufragio».
A raíz de sus actividades periodísticas y su militancia, el padre de Frutos Pane fue objeto de persecuciones políticas y encarcelamientos, experiencias que probablemente influyeron en la conciencia crítica y la orientación cultural de su hijo. Esta herencia intelectual se reflejaría más tarde en el estilo comprometido y reflexivo de la obra de Manuel Frutos Pane.